# Rosley
Rosley – osada w Anglii, w Kumbrii. Leży 13,3 km od miasta Carlisle i 415,9 km od Londynu. W latach 1870–1872 osada liczyła 252 mieszkańców.